# Граф Лавлейс

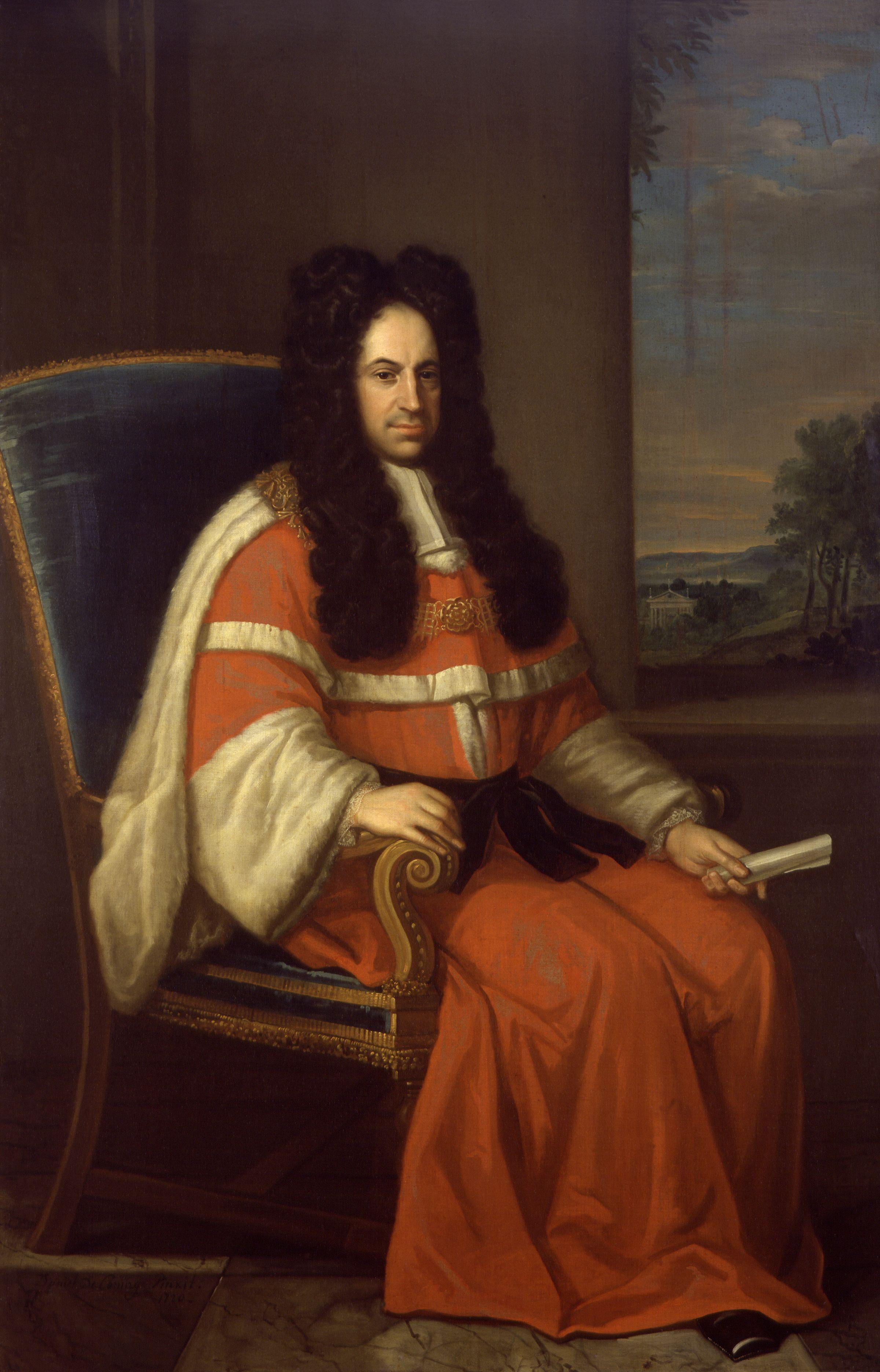
Питер Кинг, 1-й барон Кинг, 1720 год

Граф Лавлейс (англ. Earl of Lovelace) — угасший наследственный титул в системе Пэрства Соединённого королевства. Он был создан 30 июня 1838 года для Уильяма Кинга-Ноэля, 8-го барона Кинга (1805—1893).

## История
Семья Кинг из Локк Кинга происходила от сэра Питера Кинга (1669—1734), сына бакалейщика Джерома Кинга из Эксетера и Энн Локк, внучатой племянницы философа Джона Локка. Питер Кинг был видным адвокатом и политиком, который занимал должности лорда главного судьи общей юрисдикции (1714—1725) и лорда-канцлера (1725—1733). В 1725 году он получил титул барона Кинга из Окхэма в графстве Суррей (Пэрство Великобритании).
Ему наследовал его старший сын, Джон Кинг, 2-й барон Кинг (1706—1740). Он представлял в Палате общин Лонсестон (1727—1734) и Эксетер (1734), но умер в возрасте 34 лет. Затем баронами были последовательно три его младших брата: Питер, Уильям и Томас. Сын последнего, Питер Кинг (1736—1793), стал 6-м бароном Кингом.

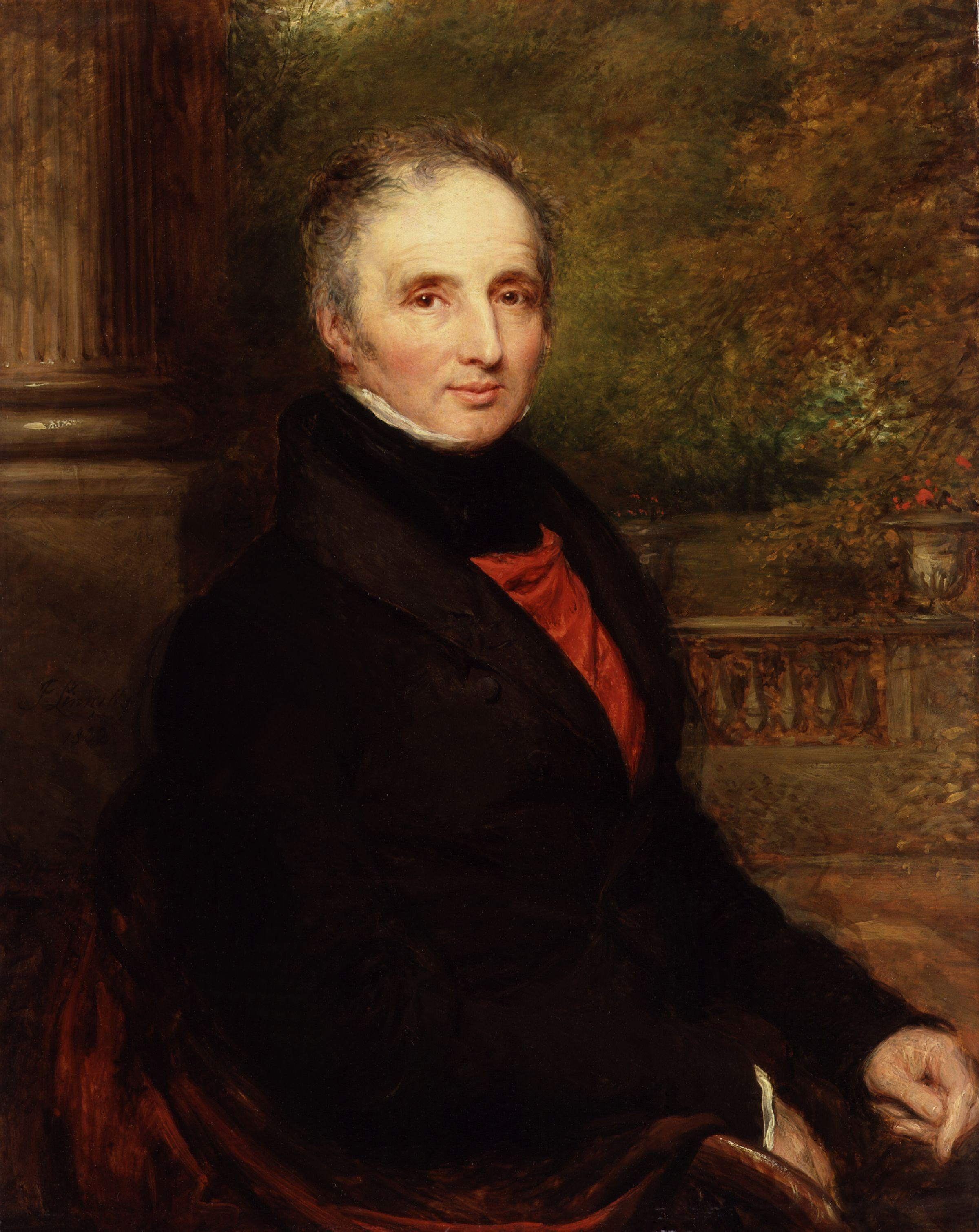
Питер Кинг, 7-й барон Кинг из Окхэма, портрет Джона Линнелла, 1832 год

Его сын, Питер Кинг, 7-й барон Кинг (1776—1833), был политиком от партии вигов и писателем. В 1833 году после его смерти баронский титул унаследовал его старший сын, Уильям Кинг-Ноэль, 8-й барон Кинг (1805—1893). В 1835 году лорд Кинг женился первым браком на достопочтенной Августе Аде Байрон (1815—1852), дочери поэта лорда Байрона, и Анны Изабеллы Байрон, 11-й баронессе Уэнтуорт (1792—1860), которая происходила от угасшего рода баронов Лавлейс. В 1838 году для Уильяма Кинга были созданы титулы барона Окхэма и графа Лавлейса (Пэрство Соединённого королевства). Он был назначен лордом-лейтенантом Суррея (1840—1893). В 1852 году Августа Ада Байрон скончалась. В 1860 году Уильям Кинг принял дополнительную фамилию и герб «Ноэль». В 1865 году он вторично женился на Джейн Кроуфорд Дженкинс, от брака с которой у него был единственный сын.

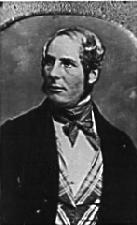
Уильям Кинг-Ноэль, 1-й граф Лавлейс (1805—1893)

Байрон Кинг-Ноэль, виконт Окхэм (1836—1862), старший сын 1-го графа Лавлейса от первого брака, в 1860 году после смерти своей матери стал 12-м бароном Уэнтуртом (1860—1862). В 1893 году лорду Лавлейсу наследовал его второй сын от первого брака, Ральф Гордон Кинг-Ноэль, 2-й граф Лавлейс (1839—1906). Еще в 1862 году после смерти своего старшего брата Байрона Кинга-Ноэля Ральф Гордон унаследовал титул 13-го барона Уэнтуорта. В 1861 году он получил королевское разрешение на фамилию «Милбенк» вместо «Ноэль». У него не было сыновей, титул барона Уэнтуорта унаследовала его единственная дочь, Ада Кинг-Милбенк, 14-я баронессы Уэнтуорт (1871—1917). Титул графа Лавлейса получил его сводный младший брат, Лайонелл Фортескью Кинг, 3-й граф Лавлейс (1865—1929). В 1895 году лорд Лавлейс получил королевское разрешение на фамилию и герб «Ноэль». В 1908 году он получил королевское разрешение на использование фамилии и герба «Кинг» только для себя и своих детей. 3-й граф Лавлейс участвовал в Первой мировой войне в чине майора нортумберлендских королевских стрелков и штабс-капитана.
Титул угас после смерти его внука, Питера Акселя Уильям Локка Кинга, 5-й графа Лавлейса (1951—2018), сменившего отца в 1964 году.
Прежнее родовое гнездо графов Лавлейс — поместье Окхэм Парк в Окхэме в графстве Суррей. После 1948 года графская семья переехала в Торридон-хаус в окрестностях Торридона в Россшире.

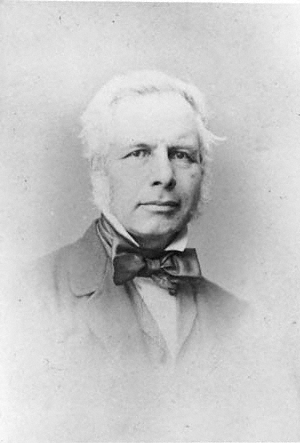
Питер Джон Локк Кинг (1811—1885)

- Августа Ада Лавлейс (1815—1852), английский математик и писатель, дочь лорда Байрона и жена Уильяма Кинга-Ноэля, 1-го графа Лавлейса;
- Достопочтенный Питер Джон Локк Кинг (1811—1885), английский политик, второй сын 7-го барона Кинга и брат 1-го графа Лавлейса. Депутат Палаты общин от Восточного Суррея (1847—1874);
- Хью Фортескью Локк Кинг (1848—1926), британский предприниматель, младший сын предыдущего.

## Бароны Кинг из Окхэма (1725)
- 1725—1734: Питер Кинг, 1-й барон Кинг (1669 — 22 июля 1734), сын Джерома Кинга и Энн Локк;
- 1734—1740: Джон Кинг, 2-й барон Кинг (13 января 1706 — 10 февраля 1740), старший сын предыдущего;
- 1740—1754: Питер Кинг, 3-й барон Кинг (13 марта 1709 — 22 марта 1754), второй сын 1-го барона Кинга;
- 1754—1767: Уильям Кинг, 4-й барон Кинг (15 апреля 1711 — 16 апреля 1767), третий сын 1-го барона Кинга;
- 1767—1779: Томас Кинг, 5-й барон Кинг (19 марта 1712 — 4 апреля 1779), четвертый (младший) сын 1-го барона Кинга;
- 1779—1793: Питер Кинг, 6-й барон Кинг (6 октября 1736 — 23 ноября 1793), единственный сын предыдущего;
- 1793—1833: Питер Кинг, 7-й барон Кинг (31 августа 1776 — 4 июня 1833), старший сын предыдущего;
- 1833—1893: Уильям Кинг, 8-й барон Кинг (21 февраля 1805 — 29 декабря 1893), старший сын предыдущего, граф Лавлейс с 1838 года.

## Графы Лавлейс (1838)
- 1838—1893: Уильям Кинг-Ноэль, 1-й граф Лавлейс (21 февраля 1805 — 29 декабря 1893), старший сын Питера Кинга, 7-го барона Кинга;
  - Байрон Кинг-Ноэль, виконт Окхэм (12 мая 1836 — 1 сентября 1862), также 12-й барон Уэнтуорт, старший сын предыдущего от первого брака;
- 1893—1906: Ральф Гордон Кинг-Ноэль, 2-й граф Лавлейс (2 июля 1839 — 28 августа 1906). также 13-й барон Уэнтуорт, второй (младший) сын 1-го графа Лавлейса от первого брака;
- 1906—1929: Майор Лайонелл Фортескью Кинг, 3-й граф Лавлейс (16 ноября 1865 — 5 октября 1929), единственный сын 1-го графа Лавлейса от второго брака;
- 1929—1964: Питер Малкольм Кинг, 4-й граф Лавлейс (30 марта 1905 — 4 декабря 1964), единственный сын предыдущего;
- 1964—2018: Питер Аксель Уильям Локк Кинг, 5-й граф Лавлейс (26 ноября 1951 — 31 января 2018), единственный сын предыдущего.